# 6012 Williammurdoch
A 6012 Williammurdoch (ideiglenes jelölés 1990 SK4) a Naprendszer kisbolygóövében található aszteroida. Robert H. McNaught fedezte fel 1990. szeptember 22-én.